# Казе Коста (Катанцаро)
Казе Коста је насеље у Италији у округу Катанцаро, региону Калабрија.
Према процени из 2011. у насељу је живело 68 становника. Насеље се налази на надморској висини од 902 м.